# Belisana flores
Belisana flores is een spinnensoort uit de familie trilspinnen (Pholcidae). De soort komt voor in Indonesië. 